# Kurt Schöllhammer
Kurt Schöllhammer (* 30. September 1929 in Simmern; † 18. Dezember 1990 in Simmern/Hunsrück) war ein deutscher Politiker. Er war unter anderem Mitglied des Rheinland-Pfälzischen Landtages und Bürgermeister der Stadt Simmern.

## Leben und Tätigkeit
Nach dem Bestehen des Abiturs am Realgymnasium in Simmern im Jahr 1949 studierte Schöllhammer Rechtswissenschaften in Mainz, München, Freiburg und Hamburg. Das Referendarexamen bestand er 1953. Von 1954 bis 1955 folgte eine vertiefende Ausbildung an der Verwaltungsschule in Speyer. 1957 promovierte er mit einer Arbeit über Das Staatsoberhaupt als Oberbefehlshaber zum Dr. jur. Anschließend war er als Assessor an verschiedenen rheinland-pfälzischen Amtsgerichten tätig. 
1962 wurde Schöllhammer zum Landesgerichtsrat am Landgericht Koblenz ernannt. Nachdem er 1966 als Nachfolger von Fritz Vollbracht zum Bürgermeister der Stadt und der Verbandsgemeinde Simmern im Hunsrück gewählt worden war, bekleidete er dieses Amt neun Jahre lang bis 1975.
1975 wurde Schöllhammer für die SPD in den Landtag von Rheinland-Pfalz gewählt. Nebenbei nahm er zahlreiche ehrenamtliche Funktionen war, so als Delegierter in seiner Kreissynode, der Landessynode und in der Synode der Evangelischen Kirche in Deutschland, ferner als Gründungsmitglied des Lions-Clubs Hunsrück.
1983 wurde Schöllhammer mit dem Bundesverdienstkreuz und 1988 mit der Freiherr-vom-Stein-Plakette geehrt. In seiner Heimatgemeinde ist eine Grundschule nach ihm benannt.

## Schriften
- Das Staatsoberhaupt als Oberbefehlshaber nach den Verfassungen des Deutschen Reiches von 1871 und 1919 sowie nach den Verfassungen der Vereinigten Staaten von Amerika, von England, Frankreich und der Schweiz. Eine rechtsgeschichtliche und rechtsvergleichende Studie, 1957.